# William Cumming Rose
William Cumming Rose (4 de abril de 1887 - 25 de septiembre de 1985) fue un bioquímico y nutricionista estadounidense. Descubrió el aminoácido treonina y su investigación determinó la necesidad de los aminoácidos esenciales en la dieta; así como los requerimientos diarios mínimos de todos los aminoácidos para un óptimo crecimiento.

## Primeros años
William Cumming Rose nació en Greenville, Carolina del Sur. Asistió a varias escuelas locales, pero su padre, John M. Rose, quien era un ministro presbiteriano, comenzó a educar en casa a William en latín, griego y hebreo cuando tenía 14 años. También estudió un libro de texto de introducción a la química de Ira Remsen. Cuando tenía 16 años, estudió en Davidson College en Carolina del Norte para obtener su licenciatura. Realizó estudios de posgrado en la Universidad de Yale estudiando química alimentaria con Russell Chittenden y Lafayette Mendel. Se le concedió un título Ph. D en 1911.

## Carrera
Rose enseñó durante un tiempo en la Universidad de Pensilvania con Alonzo Taylor. Taylor lo recomendó a la Facultad de Medicina de la Universidad de Texas en Galveston para organizar un departamento de bioquímica. En 1922 ingresó en la Universidad de Illinois como profesor de química fisiológica, título que fue cambiado a profesor de bioquímica en 1936. De 1922 a 1955 transformó su departamento en un centro de excelencia para la formación de bioquímicos.
En Illinois, Rose centró su trabajo de investigación en el metabolismo y la nutrición de los aminoácidos. Encontró que los 19 aminoácidos conocidos hasta entonces no eran suficientes para el crecimiento, y esto lo llevó a descubrir en 1935 el último de los aminoácidos comunes, el ácido α-amino-β-hydroxy-n-butyric, más tarde llamado treonina. Sus estudios también distinguieron los aminoácidos que son absolutamente esenciales de los que son necesarios solo para un crecimiento óptimo. Sus estudios lo llevaron aún más al punto en que era "factible evaluar las proteínas en términos de su capacidad para satisfacer las necesidades humanas". En junio de 1949 publicó "Requerimientos de aminoácidos del hombre".
Rose se desempeñó como presidente de la Sociedad Estadounidense de Químicos Biológicos de 1939 a 1941. Fue nombrado miembro de la Junta de Alimentos y Nutrición del Consejo Nacional de Investigación, que asesoraba a las agencias gubernamentales sobre recomendaciones dietéticas. Rose se retiró de la Universidad de Illinois en 1955.
Recordó el papel de Yale a través del trabajo de Samuel William Johnson, Chittenden y Mendel en 1977 con el artículo "Recuerdos de personalidades involucradas en la historia temprana de la bioquímica estadounidense". Además, relató los avances bioquímicos que presenció en "Cómo sucedió".

## Premios y distinciones
- 1936 - Se convirtió en miembro de la Academia Nacional de Ciencias de los Estados Unidos
- 1939–1941 - Presidente de la Sociedad Estadounidense de Químicos Biológicos
- 1945–1946 - Presidente del Instituto Americano de Nutrición
- 1949 - Premio Osborne y Mendel del Instituto Americano de Nutrición
- 1952 - Doctorado honorario en ciencias de la Universidad de Illinois
- 1952 - Medalla Willard Gibbs de la American Chemical Society
- 1957 - Kenneth A. Spencer award[10] de la American Chemical Society
- 1961 - Premio Vigésimo Aniversario de la Fundación Nutrición
- 1966 - Recibió la Medalla Nacional de Ciencias
- 1979 - Se inicia el Premio William C. Rose